# Багажная карусель

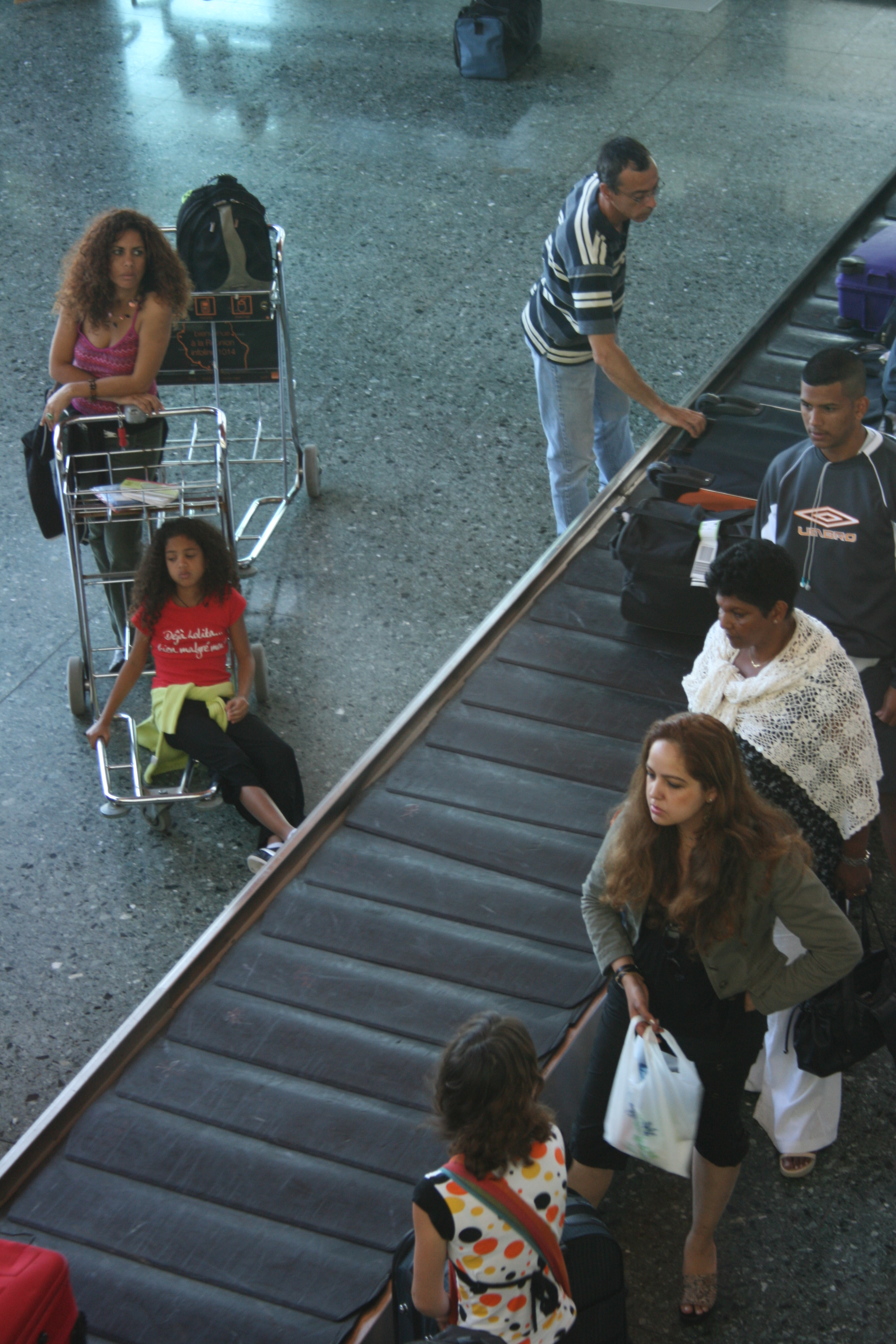
Багажная карусель в аэропорту Реюньона (Aéroport de La Réunion Roland-Garros)

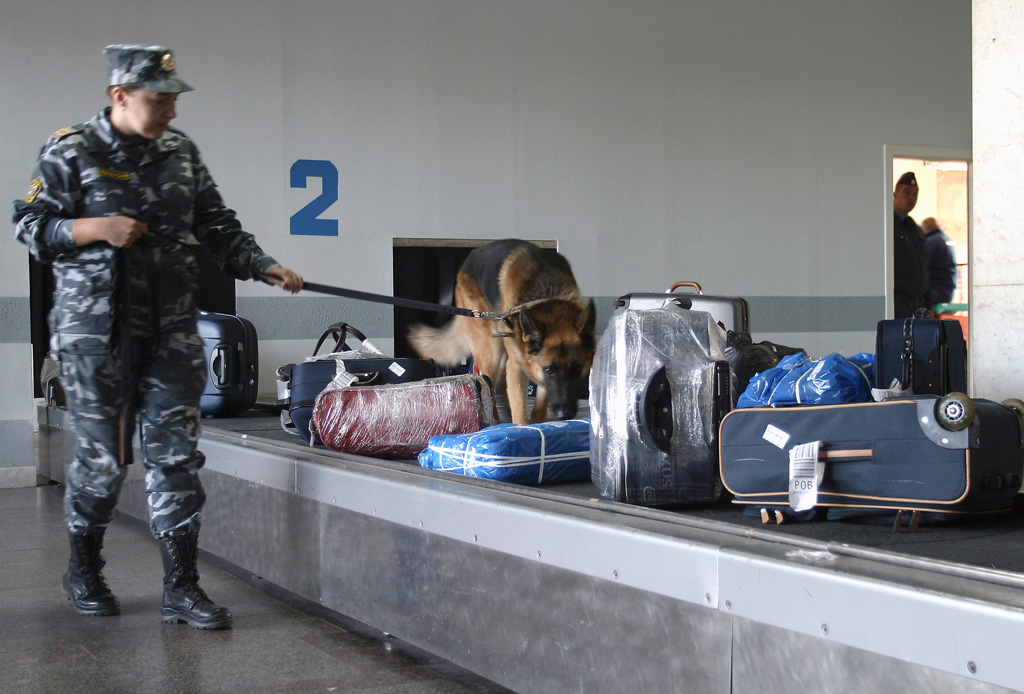
Проверка багажа в аэропорту Ростова-на-Дону, декабрь 2007 года

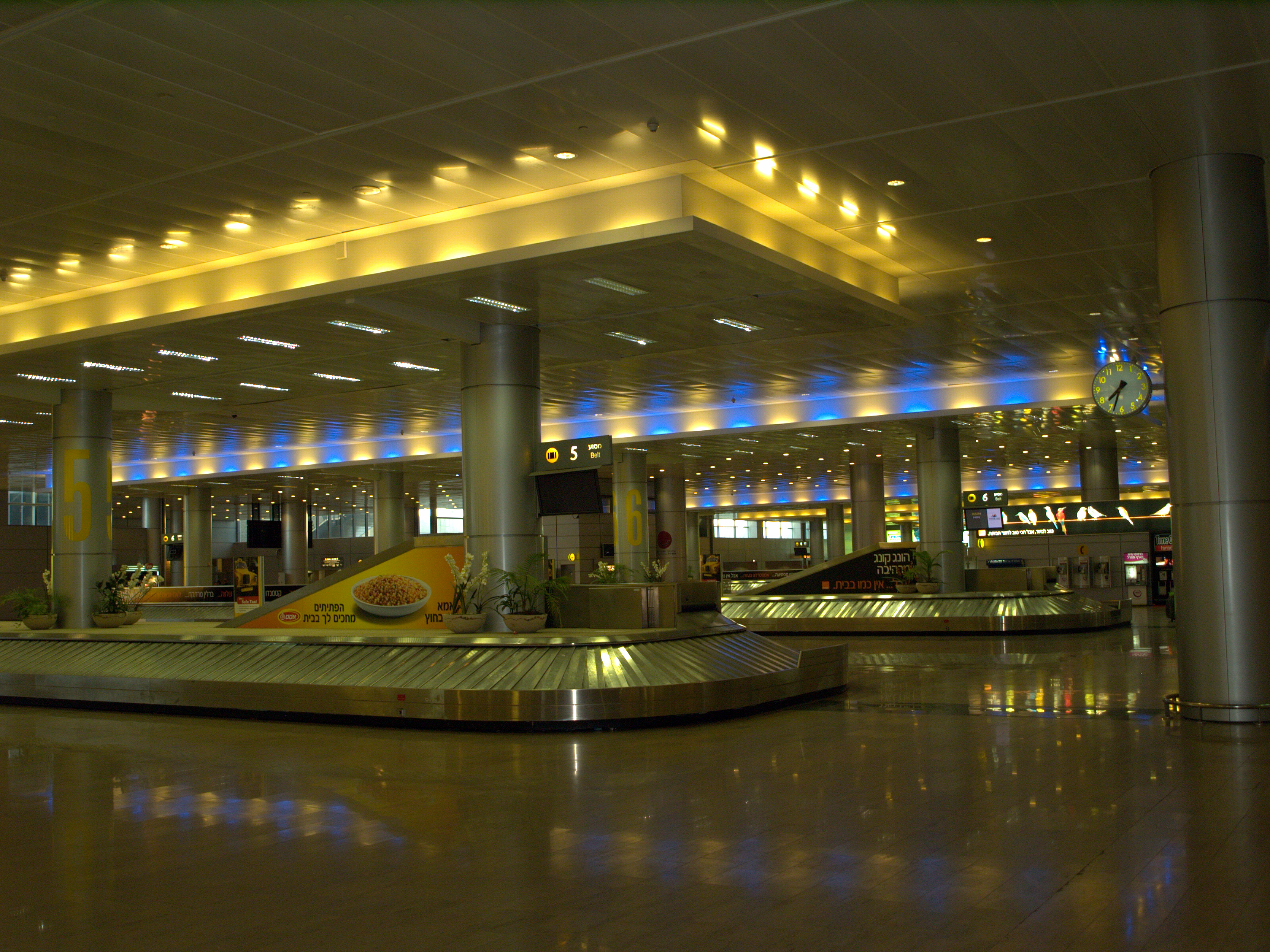
Багажная карусель в аэропорту им. Бен-Гуриона

Багажная карусель (в России обычно применяется не совсем точное название ленточный транспортёр) — устройство, расположенное в зале прилёта аэропорта, предназначенное для доставки багажа пассажирам.
Является важной частью инфраструктуры современного аэропорта. Устройство представляет собой круговой ленточный конвейер, состоящий из поворотной кольцевой ленты, натяжного и приводного барабанов и опорных роликов, по которому бесконечно движется до момента снятия  выложенный в технической зоне разнообразный багаж пассажиров. Небольшие региональные аэропорты чаще всего не оборудованы багажной каруселью. В таких аэропортах багаж просто выставляется на пол в зоне получения багажа зала прилёта.
Багаж на конвейер помещают работники специальной службы вне поля зрения пассажиров в зоне погрузки. Далее через небольшое отверстие в стене багаж доставляется в зону получения багажа. Открытая часть карусели чаще всего имеет удлиненную овальную форму, что даёт доступ к нему бо́льшему числу пассажиров. Невостребованный багаж по ленте возвращается в зону погрузки, где карусель догружается багажом и так далее — процесс представляет собой круговорот. Багажная карусель имеет регулятор скорости, ускоряющий либо замедляющий ленту с багажом в зависимости от его количества.

## Исключения
Багаж, не предназначенный для багажной карусели:
- Лыжи
- Велосипеды (за исключением перевозимых в коробке, или специальной сумке, в разобранном виде)
- Клюшки для гольфа
- Доски для сёрфинга
- Инвалидные коляски
- Детские коляски
- Детские автокресла

Эти предметы обычно передаются пассажирам в специальных секциях выдачи багажа (чаще всего на горнолыжных направлениях) либо просто выставляются на пол работниками аэропорта в специальной зоне.